# Crioturbación

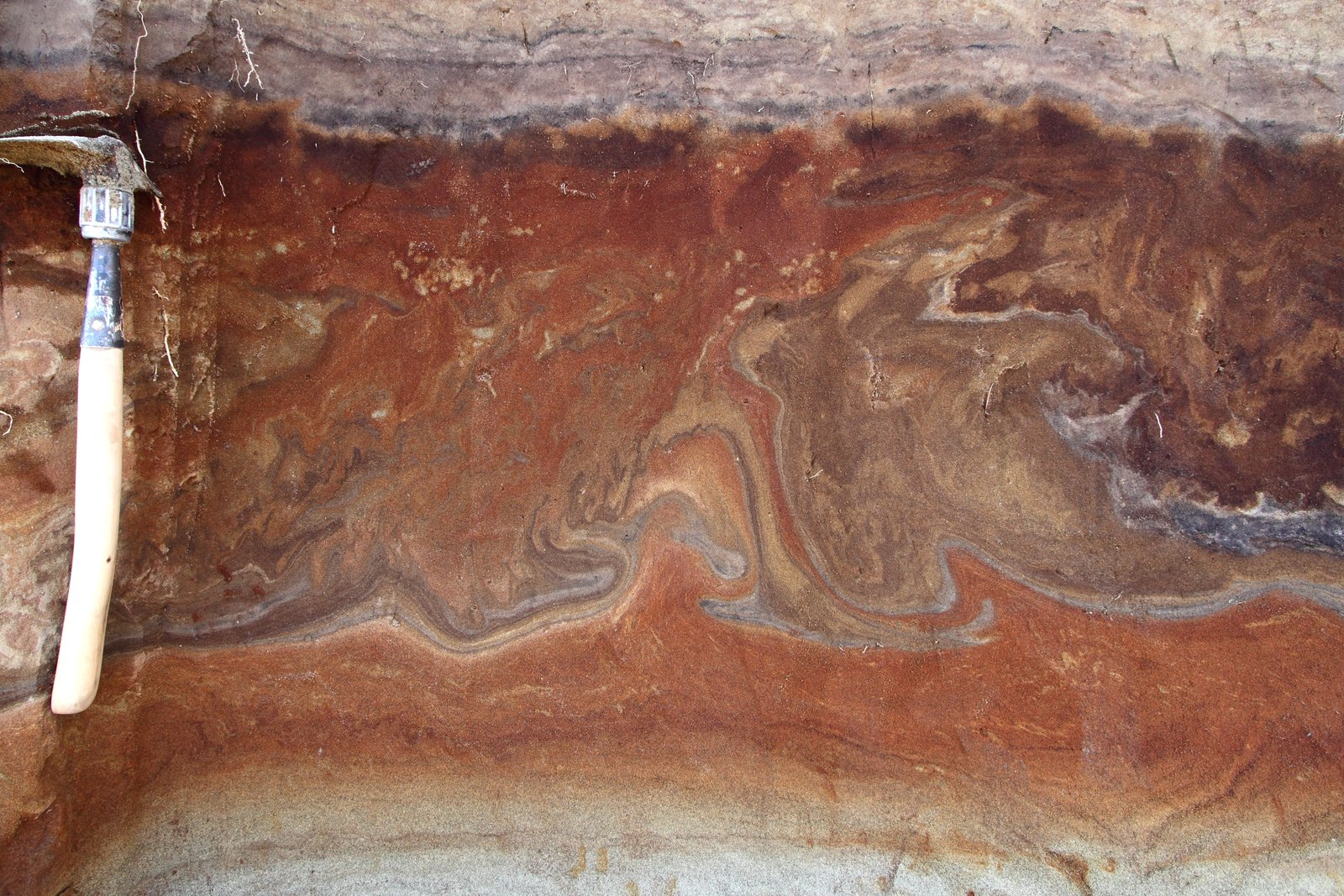
Sección de suelo que muestra movimiento de capas terrestres debido a la crioturbación

La crioturbación o geliturbación es un fenómeno geomorfológico que afecta a las capas superficiales del suelo sujetas a alternancias de hielo y deshielo. En periodos de congelamiento, el agua contenida en el suelo se solidifica y ocupa un mayor volumen, desplazando los materiales del suelo. Estos desplazamientos son los que originan los suelos estructurados, caracterizados por una clasificación natural de las partículas según su tamaño.

## Tipos de suelos estructurados

### Círculos de piedras
Los círculos de piedras tienen forma circular con un diámetro que puede variar de unos centímetros a varios metros. Generalmente muestra una célula central ligeramente abombada, rodeada de un cinturón de litoclastos (en el caso de círculos clasificados). Los círculos de piedra son el resultado de la deformación por contacto entre dos materiales de distinta crioturbación.

### Suelos poligonales

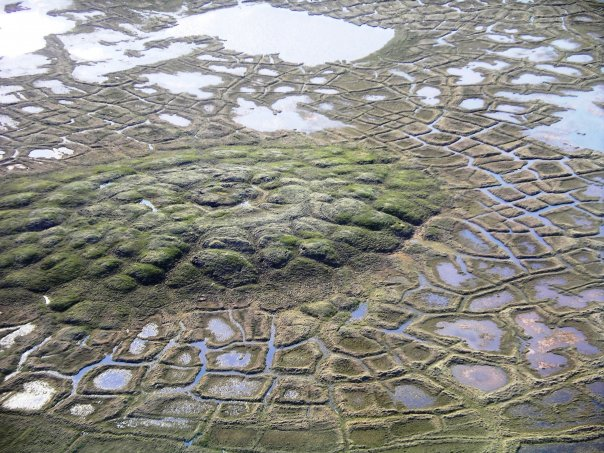
Suelo poligonal y pingo en los Territorios del Noroeste (Canadá)

Un suelo poligonal aparece en suelos sin pendiente.
Cuando se producen heladas sucesivas, se forman grietas de criodesecación (en un entorno de permafrost) que delimitan las células. Además, al ocupar el hielo más volumen que el agua líquida, se produce un hinchamiento del suelo y la expulsión gradual de las partículas más pequeñas (grava), lo que constituye el fenómeno llamado crioexpulsión. Estas gravas suben a la superficie, y a causa del abultamiento del suelo, se deslizan hacia las grietas que forma el hielo.
Este tipo de estructuras poligonales se han observado en Marte. y en el cometa 67P.

### Suelos estriados
Los fenómenos que se ponen en marcha durante la formación de suelos estriados son los mismos que en el caso de los suelos poligonales, con la salvedad de que los estriados se producen en superficies inclinadas. Las gravas no solo se evacuan hacia las grietas entre las células, sino también a lo largo de la ladera, de forma que los polígonos se estiran hasta formar estrías.

### Rosas de piedras

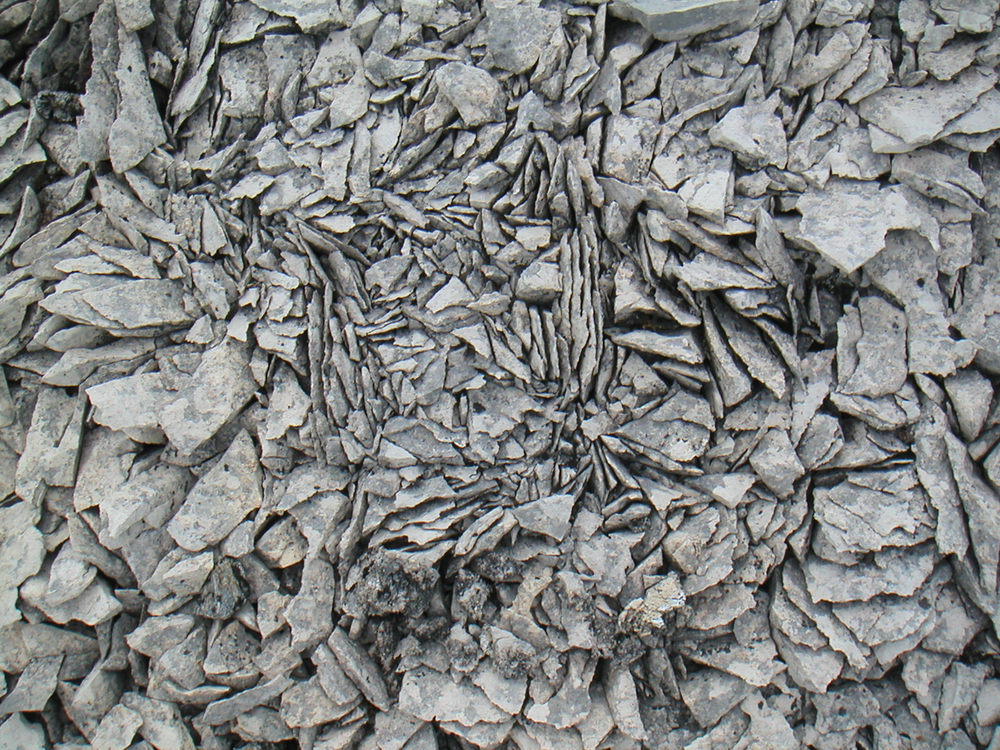
Rosa de piedras en Spitsbergen

Las rosas de piedras son una estructura superficial que muestran, en plano, una organización de gelifractos en forma más o menos concéntrica. La expansión del hielo empuja las rocas lateralmente y las rocas giran en vertical para ocupar menos espacio.